# استان کانتچانابوری

نقشهٔ تایلند و جایگاه استان کانتچانابوری.

استان کانتچانابوری یا کانچابوری یکی از استانهای کشور تایلند است. مساحت آن ۱۹۴۸۳ کیلومترمربع می‌باشد. جمعیت این استان در سال ۲۰۰۰ بالغ بر ۸۴۹۰۰۰ نفر برآورد شده‌است.
استان کانتچانابوری نظر تقسیمات کشوری بخشی از ناحیه غرب تایلند به حساب می‌آید. مرکز این استان شهر کانتچانابوری است.